# Гадячская городская община
Гадячская городская община (укр. Гадяцька міська громада) — территориальная община в Миргородском районе Полтавской области Украины. Административный центр — город Гадяч.
Образована 19 сентября 2018 года путем присоединения Беленченковского сельского совета Гадячского района к Гадячскому городскому совету .
12 июня 2020 года распоряжением Кабинета Министров Украины к общине присоединены Саровский сельский совет и Харьковецкий сельский совет.

## Населенные пункты
В состав общины входят 1 город (Гадяч) и 20 сел: Беленченковка, Бутовическое, Грипаки, Донцовщина, Киблицкое, Киевское, Кияшковское, Круглик, Малые Будища, Ореханово, Осняги, Островерховка, Петроселовка, Писаревщина, Рудиков, Саранчова Долина, Сары, Степаненки, Харьковцы и Червоный Кут.